# Đức Long, Hòa An
Đức Long là một xã thuộc huyện Hòa An, tỉnh Cao Bằng, Việt Nam.

## Địa lý
Xã Đức Long nằm ở phía tây huyện Hòa An, có vị trí địa lý:
- Phía đông giáp xã Nam Tuấn
- Phía tây giáp xã Dân Chủ
- Phía nam giáp thị trấn Nước Hai và các xã Hồng Việt, Trương Lương
- Phía bắc giáp xã Dân Chủ và xã Nam Tuấn.

Xã Đức Long có diện tích 28,71 km², dân số năm 2019 là 4.723 người, mật độ dân số đạt 165 người/km².
Trên địa bàn xã Đức Long có núi Khuổi Lóa. Sông Bằng chảy qua phần trung tâm xã. Trên địa bàn Đức Long có hồ Phia Gào. Tỉnh lộ 203 và tỉnh lộ 204 giao với nhau trên địa phận xã Đức Long.

## Hành chính
Xã Đức Long được chia thành 10 xóm: Bằng Giang, Cốc Lùng, Đoàn Kết, Hoàng Lạc, Long Khang, Minh Khai, Nà Niền, Nặm Thoong, Phia Tráng, Phúc Sơn.

## Lịch sử
Sau năm 1954, Đức Long là một xã thuộc huyện Hòa An.
Đến năm 2019, xã Đức Long được chia thành 26 xóm: Bản Chung, Bằng Hà 1, Bằng Hà 2, Cốc Lùng, Cốc Phát, Khuổi Ghẹn, Khau Khang, Khau Huổng, Khau Lỷ, Nà Coóc, Nà Đuốc, Nà Đông, Nà Hăng, Nà Khau, Nà Gọn, Nà Lóa, Pác Nà - Nà Loòng, Nà Mỏ, Nà Niền, Nà Pẳng, Nặm Thoong, Phai Thin, Phia Gào, Phia Tráng, Thắc Tháy, Thua Cáy.
Ngày 9 tháng 9 năm 2019, Hội đồng Nhân dân tỉnh Cao Bằng ban hành Nghị quyết số 27/NQ-HĐND về việc:
- Sáp nhập hai xóm Bằng Hà 1 và Bằng Hà 2 thành xóm Bằng Hà
- Sáp nhập hai xóm Nà Coóc và Phia Gào thành xóm Minh Khai
- Sáp nhập hai xóm Thắc Tháy và Pác Nà -Nà Loòng thành xóm Bằng Giang
- Sáp nhập ba xóm Nà Khau, Nà Gọn, Phai Thin vào xóm Nà Niền
- Sáp nhập hai xóm Nà Đuốc và Bản Chung thành xóm Đoàn Kết
- Sáp nhập hai xóm Khau Huổng và Nà Mỏ vào xóm Phia Tráng
- Sáp nhập hai xóm Nà Đông và Nà Hăng vào xóm Nặm Thoong
- Sáp nhập xóm Khau Lỷ vào xóm Cốc Lùng
- Sáp nhập hai xóm Nà Pẳng và Cốc Phát thành xóm Hoàng Lạc
- Sáp nhập hai xóm Thua Cáy và Nà Lóa thành xóm Phúc Sơn
- Sáp nhập hai xóm Khau Khang và Khuổi Ghẹn thành xóm Long Khang.

Đến năm 2019, xã Đức Long có diện tích 30,06 km², dân số là 5.558 người, mật độ dân số đạt 185 người/km², có 11 xóm: Bằng Hà, Bằng Giang, Cốc Lùng, Đoàn Kết, Hoàng Lạc, Long Khang, Minh Khai, Nà Niền, Nặm Thoong, Phia Tráng, Phúc Sơn.
Ngày 10 tháng 1 năm 2020, Ủy ban Thường vụ Quốc hội ban hành Nghị quyết số 864/NQ-UBTVQH14 về việc sắp xếp các đơn vị hành chính cấp huyện, cấp xã thuộc tỉnh Cao Bằng (nghị quyết có hiệu lực từ ngày 1 tháng 2 năm 2020). Theo đó, sáp nhập 1,35 km² diện tích tự nhiên và 835 người của xóm Bằng Hà thuộc xã Đức Long vào thị trấn Nước Hai.
Sau khi điều chỉnh, xã Đức Long còn lại 28,71 km² diện tích tự nhiên và 4.723 người.